# Stora Björksjön, Halland
Stora Björksjön är en sjö i Hylte kommun i Halland och ingår i Nissans huvudavrinningsområde.